# Vlag van Zjytomyr (oblast)

Vlag van Zjytomyr

De vlag van Zjytomyr is het symbool van de oblast Zjytomyr en werd op 11 april 2003 officieel in gebruik genomen.
De vlag, die een hoogte-breedteverhouding heeft van 2:3, bestaat uit een rode achtergrond met een geel kruis met centraal daaroverheen een blauw schild dat een witte stadspoort toont. Het schild is het borstschild in het oblastwapen, waar ook het gele kruis op een rode achtergrond vandaan komt.
Het wapen neemt twee vijfde van de hoogte en twee negende van de breedte van de vlag in. De breedte van elke arm van het kruis is gelijk aan een achttiende van de breedte van de vlag.